# Hilyotrogus sikkimensis
Hilyotrogus sikkimensis är en skalbaggsart som beskrevs av Moser 1913. Hilyotrogus sikkimensis ingår i släktet Hilyotrogus och familjen Melolonthidae. Inga underarter finns listade i Catalogue of Life.